# بابا دیوارا
بابا دیوارا (انگلیسی: Baba Diawara؛ زادهٔ ۵ ژانویهٔ ۱۹۸۸) بازیکن فوتبال اهل سنگال است که در پست مهاجم بازی می‌کند.